# Hitorijime
Singles de V-u-den
Ajisai Ai Ai Monogatari
(2005) Kurenai no Kisetsu
(2005)
 Hitorijime  (ひとりじめ) est le 4e single du groupe de J-pop V-u-den.

## Présentation
Le single, écrit et produit par Tsunku, sort le 10 août 2005 au Japon sous le label Piccolo Town, moins de trois mois après le précédent single du groupe, Ajisai Ai Ai Monogatari. Il atteint la 17e place du classement de l'Oricon. Il se vend à 12 390 exemplaires la première semaine et reste classé pendant trois semaines, pour un total de 14 796 exemplaires vendus durant cette période. Il sort également au format "Single V" (DVD contenant le clip vidéo) deux semaines plus tard, le 24 août 2005.
La chanson-titre figurera sur le premier album du groupe, Suite Room Number 1 qui sort deux mois plus tard, ainsi que sur sa compilation V-u-den Single Best 9 Vol.1 Omaketsuki de 2007. Le clip figurera sur les DVD V-u-den Single V Clips 1 de 2006 et V-u-den Single V Clips 2 ~Arigatō v-u-den Debut Kara no Daizenshū~ de 2008.

## Liste des titres
| 1. | Hitorijime (ひとりじめ)                   | Yoshiko Miura / Tsunku / Shoichiro Hirata  | 4:37 |
| 2. | Owaranai Yoru to Yume (終わらない夜と夢)  | Tsunku / Tsunku / Hideyuki "Daichi" Suzuki | 4:50 |
| 3. | Hitorijime (Instrumental) (ひとりじめ...) | (Instrumental) / Tsunku / Shoichiro Hirata | 4:37 |

| 1. | Hitorijime (ひとりじめ)                      |  |
| 2. | Hitorijime (Dance Shot Ver.) (ひとりじめ...) |  |
| 3. | Making Eizo (メイキング映像)                 |  |

## Interprétations à la télévision
- Wakuwaku Takarajima Special (29 juillet 2005)
- Hello! Morning (8 août 2005)
- Ongaku Senshi Music Fighter (19 août 2005)